# Comuna de Policzna
Policzna (polaco: Gmina Policzna) é uma gminy (comuna) na Polónia, na voivodia de Mazóvia e no condado de Zwoleński. A sede do condado é a cidade de Policzna.
De acordo com os censos de 2004, a comuna tem 5936 habitantes, com uma densidade 52,8 hab/km².

## Área
Estende-se por uma área de 112,35 km², incluindo:
- área agricola: 84%
- área florestal: 10%

## Demografia
Dados de 30 de Junho 2004:
|                      | Total   | Total | Mulheres | Mulheres | Homens  | Homens |
| -------------------- | ------- | ----- | -------- | -------- | ------- | ------ |
|                      | pessoas | %     | pessoas  | %        | pessoas | %      |
| População            | 5936    | 100   | 3023     | 50,9     | 2913    | 49,1   |
| Densidade (pop./km²) | 52,8    | 100   | 26,9     | 26,9     | 25,9    | 25,9   |

De acordo com dados de 2002, o rendimento médio per capita ascendia a 1280,88 zł.

## Comunas vizinhas
- Garbatka-Letnisko, Gniewoszów, Pionki, Przyłęk, Puławy, Zwoleń